# پارک سونگ ری
پارک سونگ ری (انگلیسی: Park Seung-ri؛ زادهٔ ۱۸ ژانویهٔ ۱۹۹۳) بازیکن فوتبال است.
از باشگاه‌هایی که در آن بازی کرده‌است می‌توان به باشگاه فوتبال تسپاکوستاسو گونما اشاره کرد.